# フジテレビからの〜!
『フジテレビからの〜!』→『フジテレビからの!』は、2011年4月21日から2012年9月27日まで、毎週木曜の25:45 - 27:15（JST）に放送されていた情報バラエティ番組である。

## 概要
2011年春改編でスタートした大型情報バラエティ。深夜の長尺ワイドとしては『キャンパスナイトフジ』以来だが、生放送でない点と、内包番組が入る点が異なる。

『フジテレビからの〜!』は山崎弘也をMCとしてスタートし、フジテレビで放送中の番組、制作映画やDVDに絡めたロケ企画をスタジオのパネラーとトークをしながら進行する形式をとっていた。番組名も山崎の持ちネタである「か〜ら〜の〜!?」からきている。途中、『アイドリング!!!地上波版』を内包した形で放送した後、フジテレビ関連のコンテンツを告知するコーナー、最後に「放送後記」(FNNスーパーニュースでかつて放送していた放送終了直前の1コーナーのパロディ)としてひとことギャグで締めるという流れであった。
「アイドリング!!!地上波版」を内包させたことから、毎週「日直」という形でメンバーの一人が交代で出演していた。
1年後の2012年に『フジテレビからの!』へ改題。山崎がご意見番という役回りに変更となったほか、「アイドリング!!地上波版」が放送上ほぼ独立した形式となったため、アイドリング!!!メンバーの本編への出演は無くなった。また、コーナーにおいても、ロケ企画からフジテレビ関連のすべてのコンテンツをクイズを交えながら紹介するというものに替わった。
番組が終了した現在は、深夜番組レーベルとして名称だけは継続して使用されている。深夜の大型情報バラエティとして2023年4月より、『キャンパスナイトフジ』以来の生放送であり、『オールナイトフジ』の後継ぎとされている『オールナイトフジコ』が放送されている。

## 出演者
下記を始めとするフジテレビアナウンサーが男女各１名ずつ交代で出演
- 倉田大誠（フジテレビアナウンサー）ほか
- 平井理央（同上）ほか

### ご意見番
- 山崎弘也（アンタッチャブル）

### パネラー
以下のメンバーが交代で出演
- 有吉弘行
- いとうあさこ
- カンニング竹山
- 後藤輝基（フットボールアワー）
- 近藤春菜（ハリセンボン）
- 次長課長（河本準一・井上聡）
- 田中卓志（アンガールズ）

## ネット局
| 放送地域   | 放送局     | 放送期間                      | 放送日時           | 遅れ   |
| ---------- | ---------- | ----------------------------- | ------------------ | ------ |
| 関東広域圏 | フジテレビ | 2011年4月21日 - 2012年9月27日 | 木曜 25:45 - 27:15 | 制作局 |

## スタッフ
- 制作著作：フジテレビ